# Nhân vật phụ trong Resident Evil
William Birkin, nhà khoa học gia nghiên cứu T-virus trong series Resident Evil. Không chỉ nghiên cứu T-Virus thành công, ông còn tìm ra được một loại virus thậm chí còn kinh hơn cả T-Virus: G-Virus. Ai đã từng xem hoặc chơi Resident Evil thì sẽ biết.
Khi đang cố gắng mang G-Virus đi không cho Umbrella lấy, một nhóm lính tinh nhuệ của tập đoàn Umbrella đã xông vào và yêu cầu ông đi với họ (Ở phòng nghiên cứu NEST). Tuy nhiên, William đã lấy ra một khẩu súng để tự vệ. Dù vậy, một người lính trong nhóm đã bắn ông. Khi họ lấy cả hai virus đi rồi, họ đã bỏ sót một ống tiêm chứa G-Virus. Thừa lúc ấy, William đã dùng số sức lực còn lại để tiêm nó vào người. Annette, vợ ông, đã phát hiện và đã không bắn dù có súng.
Birkin đuổi theo đám lính đến đường cống ngầm (một số đã bị giết tại NEST) nhưng tên cầm Virus đã chạy thoát. Lúc này, Will đã biến thành quái vật G. Người lính cầm cái cặp Virus đã sơ ý làm rơi một ống đựng T-Virus. Will đã vô tình giẫm lên nó và làm đổ xuống cống ngầm chính của Racoon City. Đấy là lí do bùng nổ dịch bệnh tại Racoon.
Về sau, G đi về phía trụ sở cảnh sát thành phố Racoon (R.P.D) và chạm trán Leon dưới hầm. Tuy kiệt sức và rơi xuống chỗ nào đó nhưng vẫn chưa bị tiêu diệt. G tiếp tục tỉnh lại và “bám đuôi” Leon. Mặc dù chạm trán với Leon những 4-5 lần nhưng G vẫn không yếu đi. Cho đến lần thứ 5 thì bị vùi trong “đường hầm lửa”.